# Йеличе
Йеличе (на сръбски: Јелиће) е село в Сърбия, разположено в община Тутин, Рашки окръг. Намира се на 792 метра надморска височина. Населението му според преброяването през 2011 г. е 83 души. При преброяването на населението през 2002 г. има 100 жители, от тях: 99 (99,00 %) бошняци и 1 (1,00 %) неизвестен.

## Население
Численост на населението според преброяванията през годините:
- 1948 – 166 души
- 1953 – 179 души
- 1961 – 243 души
- 1971 – 191 души
- 1981 – 224 души
- 1991 – 197 души
- 2002 – 100 души
- 2011 – 83 души